# AURA (ロックバンド)
AURA（オーラ）は、日本の4人組ロック・バンド。1989年にメジャー・デビュー。

## 来歴
1986年にG.のPIEを中心にAURAを結成する。1987年にはB.のMARBLE、Vo.のREDZが加入し、1988年にはデモテープ「ドリーミング・ナウ」を発売したが、Dr.のヒース(ZI:KILL・MASAMI)が同年12月に脱退。翌1989年1月、Dr.にKoREDSが加入し、目黒ライブステーションや原宿のホコ天を中心に活動していた。テレビ番組『天才・たけしの元気が出るテレビ!!』に出演したり、同年6月3日放送の『三宅裕司のいかすバンド天国』に出場した。
同年10月、原宿の歩行者天国に4000人を集めたゲリラライブを敢行。機動隊が出動要請される程の原宿大パニックを巻き起こし翌日の新聞各紙にトップニュースとして掲載された。全国28ヵ所のライブハウスツアーおよび追加公演に出演しツアーはすべて即日完売に至り、SHIBUYA CLUB QUATTROでは、来場者にシングル「大きな栗の木の下で（非売品シングルレコード）」が配布された。同年12月1日にEpic Sony Recordよりファーストシングル「ドリーミング・ナウ」にてデビュー。オリコン初登場8位を記録している。後にテレビ朝日『ミュージックステーション』に出演し、全国ホールツアーを敢行し完売、ツアー最終日はバンドのコンセプトでもある「子供から大人まで楽しめる」を実行、当時「東京ディズニーランド」に併設されていたNKホールのステージに巨大なお城のセットを組み、6000人を動員した。
翌1990年リリース「愛・オーランド」は、ベガルタ仙台のサポーターソングとして、同チームが勝利した時に最後に歌われる（ただし、ベガルタ仙台の歌詞カードには、タイトルが「AURA」と表記されている）。
1990年4月ファーストアルバム「THESAURAS」リリース、オリコン初登場5位を記録した。代表曲としてJリーグ『ベガルタ仙台勝利の歌』として現在でもサポーターに歌い継がれている「愛・オーランド」、テレビアニメ『シティーハンター'91』エンディングテーマ「SMILE&SMILE」等がある。1991年「SMILE&SMILE」が、『シティーハンター'91』のエンディングテーマに使用された。1990年12月21日　東京ドームにて行われた「GREENING OF THE WORLD JOHN LENNON 50TH BIRTHDAY」に出演。 
1992年に突然の活動休止を発表した。 
活動休止中 
竜巻のピー　 1997年02月05日発売　ラブ リインカーネーション    中村あゆみ　にて作曲を担当 
REDZ　ソロ活動　/　THE ORANGE
KoREDZ　AZZ　/　PIRANHA　/　Piranha 69 Kingz　他
Marble　LUGTiME,　他
活動休止後は各メンバーともソロ・バンド活動を経て、2006年に活動を再開するが、2013年にG.のPIE（龍巻のピー）が闘病の末に死去。以降はサポート・ギターを入れて活動している。
2010年、韓国最大のロックフェスに出演。当時の模様は映像作品「AURA IN SEOUL」に収録されている。K-ROCK界で異例のアルバム販売枚数を誇るビジュアル系ロックバンドのパイオニア「EVE」のボーカリストGuyとコラボ。一万人以上の観客を熱狂させた。
2018年5月、†яi¢кの藤本泰司をサポート・ギターに迎え、約16年振りとなるシングル「Beautiful way」をリリースし、その後は全国ツアーを行った。
2019年12月1日にはメジャーデビュー30周年記念日に通算5枚目のアルバムとなる「FANTASIA」を発売した。
2025年１月３０日より　AURA/湾岸の羊/17LIVEにて活動中のREDZが毎週木曜日20時からコマラジ生放送　「AURA元気」パーソナリティーに就任 
AURA元気　東京都狛江市のFMラジオ局　狛江ラジオ放送株式会社　通称　コマラジ 85.7Mhz　https://www.komae.fm/　にて　現在木曜日20時から１時間生放送中　インターネットやスマートフォン向けアプリRadimo(レディモ)にて聞けるほかに　YouTubeチャンネル　「AURA’s Voice Log【公式】」https://www.youtube.com/@aurasvoicelog にてアーカイブ放送中（一部楽曲を除く） 
2025年3月20日 0時AURAの新しい公式サイトOPEN！ https://aura-official555.studio.site　35周年を迎え新たなステージへ。AURA Official Websiteリニューアルオープン！ 公開当日の夜、AURAの原点ともいえるライブハウスでワンマンライブ開催！ この奇跡のタイミング、ただの偶然？ それとも運命？ 新しいサイト、新しい夜、新しいAURA、そのすべてをあなたと一緒に迎えたい。 AURAの輝きは止まらない。  

## メンバー
- VOCAL：REDZ（みんなのれっず）/赤 1967年5月27日、千葉県出身、2023年3月1日REDZに改名。現在は 湾岸の羊～Sheep living on the edge～ や 17LIVEみんなのれっずでも活動中。
- DRUMS：KoREDS★（あなたの子れっず）/紫 1968年8月22日、北海道函館市出身
- GUITAR：PIE（龍巻のピー）※「竜巻のピー」と表記される場合もある/黄 1966年3月21日、大阪府出身、本名：平川秀治。2013年5月に肺がんで入院、同年12月28日死去。46歳没。
- BASS：Marble（ぷりんすマーブル）/緑 1968年2月25日、神奈川県出身 現在は絹山不動産の代表取締役のほか、2019年11月開局のコミュニティFMである狛江ラジオ放送株式会社（コマラジ）の代表取締役社長などを務める[1]。

※色は、メンバーそれぞれの髪の毛の色（イメージカラー）。

### 元メンバー
- DRUMS：ヒース（MASAMI）（G-KILL兼任。脱退後、ZI:KILL） /青

### サポート・メンバー
- GUITAR：KENZO
- GUITAR：YOU-SHOW
- GUITAR：藤本泰司
- KEYBOARD：松原博
- BACK VOCAL：SO+

## ディスコグラフィ

### シングル
1. 大きな栗の木の下で　レコード　（非売品）1989年　SHIBUYA CLUB QUATTRO　ライブにて配布 （A）大きな栗の木の下で　（B）SPECIAL MESSAGE FROM AURA (愛・オーランド～I WANT YOU BABE）
2. ドリーミングナウ c/w 大きな栗の木の下で（1989年12月1日）オリコン最高順位：8位
3. 愛・オーランド c/w Please Don't（1990年3月21日）オリコン最高順位：11位
4. JUST A FRIEND？… c/w 白く白く（1990年7月25日）オリコン最高順位：15位
5. SMILE&SMILE c/w Without you（1991年4月10日）オリコン最高順位：28位

SMILE＆SMILEは、オリジナルバージョンだけでも4パターンが発表されている。
①当シングル収録
②アルバム『BIG WILL』収録（シングルより長尺だが、イントロのエフェクトがカットされている）
③OST『CITY HUNTER‘91』『City Hunter Sound Collection X -Theme Songs-』収録（シングルより長尺で、イントロのエフェクトも入っている）
④ベストアルバム『AURA 20th Anniversary BEST』収録（フェードアウトのタイミングはシングルと同じだが、イントロのエフェクトがカットされている）
1. 12月のBirthday c/w A Gentle Heart（1991年11月21日）※発売中止
2. MayBe〜ある少年たちのうた〜 c/w THE END（1992年7月1日）
3. Beautiful way（2018年5月27日）

### オリジナル・アルバム
1. THE SAURAS（1990年4月21日）オリコン最高順位：5位
2. BIG WILL（1991年4月25日）オリコン最高順位：23位
3. AURA（1992年7月22日）
4. 未来SOUL（2008年4月30日）
5. FANTASIA （2019年12月1日）

### ベスト・アルバム
1. memory（2006年9月27日）  アルバムジャケットはボーカリストREDZによるデザイン
2. AURA 20th Anniversary BEST（2009年12月4日） ボーナストラックに、12月のBirthday c/w A Gentle Heart　を収録 Spny Music Shopにて販売

### ビデオ
1. Wendy〜君だけに（1989年5月6日） 1989年5月6日、目黒ライブステーションにて発売記念イベント「AURAプロモーションビデオ発売記念GIG！（春の大運動会）」が行われた。
2. SOUND FILE OF LIVESTATION vol.1（19??年?月?日）
3. FIRST VISON 〜into the AURAND〜（1990年6月21日）オリコンビデオランキング1位獲得
4. AUDIENCE WORLD FANTASTIC AURA SHOW '90（1990年7月22日）
5. BIG-BANG WE LOVE THE EARTH（1991年7月1日）

### DVD
1. BRAND NEW LEGEND On the MOVE（2006年11月3日）
2. THE“R”BOOTLEG （2009年4月4日）
3. AURA IN SEOUL （2010年）
4. AURA 20121217 （2013年）
5. FANTASTIC AURA SHOW'90 + 8 CLIPS （2017年05月25日） デビュー前よりTV出演などで話題となり、ビジュアル系バンドの先駆けの存在となったAURAの待望の映像集。  Sony Music Shopにて販売されています。

### オムニバス・アルバム
| BEAT EXPRESS Vol. 6                                                 | 愛・オーランド    | 1990年 |
| Rock Station                                                        | 愛・オーランド    | 1990年 |
| BEAT EXPRESS Vol. 8                                                 | SMILE & SMILE     | 1991年 |
| 「シティ・ハンター'91」オリジナル・アニメーション・サウンドトラック | SMILE & SMILE     | 1991年 |
| 30-35 Vol.7 「イカ天」特集                                          | ドリーミング･ナウ | 2005年 |
| Jack'a'napes                                                        | デイズ            | 2010年 |

### BOOKS
- AURAND  単行本・AURA (著) （1990年4月16日）
- AURA　Dreaming Now　宝島編集部・編　JICC出版局　ISBN 4-88063-827-7　（1990年2月28日初版発行）
- 時王の迷宮 AURA ロックンロール・コレクション6 著者：佐藤大 (1991年9月28日発刊)  JAN 9784789706704

### 写真集
- FANTASTIC DREAMING AURAND （1990年）

## タイアップ一覧
| 使用年 | 曲名           | タイアップ                                                                  |
| ------ | -------------- | --------------------------------------------------------------------------- |
| 1990年 | 愛・オーランド | ベガルタ仙台 サポーターソング                                               |
| 1991年 | SMILE&SMILE    | よみうりテレビ・日本テレビ系アニメ『シティーハンター'91』エンディングテーマ |

## 出演
テレビドラマ
- 月曜ドラマスペシャル「霊感商法株式会社〜星に呪いを〜」（1991年8月（全4話）、TBS系）